# ハース・VF-16
ハース・VF-16 (Haas VF-16) は、ハースF1チームが2016年のF1世界選手権参戦用に開発したフォーミュラ1カーである。

## 概要
2016年2月21日に正式発表。同年からのF1参戦を前にフェラーリとテクニカルパートナーシップを結び、パワーユニットやギアボックスなどの主要コンポーネントの供給にとどまらず、技術面でのサポートも受けられることになった。シャシーはダラーラが制作。シャシー名の「VF」は、ハース・オートメーションが1998年に最初に製造したCNCマシン、VF-1に由来。「V」はバーチカル（垂直）を意味し、バーチカル・ミルの業界用語である。創業者のジーン・ハース（en:Gene Haas）がそれに「F1」を付け加え、さらに自分たちの「Very First One（1番目）」という意味も込められている。

## 2016年シーズン
開幕戦オーストラリアGPでロマン・グロージャンが6位入賞。新規参戦チームがデビュー戦でポイントを獲得したのは2009年のブラウン以来である。続くバーレーンGPでもグロージャンが5位入賞と順調にポイントを獲得したが、次の中国GPにてタイヤ最低内圧の前年からの変更に対しグロージャンが不満を訴え、さらに翌2017年の大幅なレギュレーション変更に備えて開発のウエイトを翌年のマシンへ振り向けたため、これ以後チームは勢いを落としたが、初年度のコンストラクターズランキングは11チーム中8位と健闘した。
1年を通してブレンボ製ブレーキに関連したトラブルに終始悩まされ続けた（ただし、同じブレンボ製ブレーキを使用するフェラーリには同様のトラブルは起きていない）。開幕前からブレーキの不安を抱えていたが、前述の中国GPではエステバン・グティエレスが金曜フリー走行でブレーキから出火するトラブルに見舞われ、マレーシアGPでグロージャンのブレーキディスクが破裂、日本GPでもグロージャンが金曜午前のフリー走行1回目でブレーキトラブルに見舞われ、チームのホームグランプリとなるアメリカGPでグロージャンが10位入賞を果たした一方、グティエレスはディスクの破損でリタイアを強いられている。問題の原因を特定するため、メキシコGPでブレーキのマテリアルを変更し、次のブラジルGPはカーボン・インダストリー製のブレーキを試すことを決めた。この措置はブレーキをブレンボからカーボン・インダストリーに変更する目的ではないため、ブレンボの了承を得た上で行った。

## スペック

### エンジン
- エンジン名：フェラーリ 061
- 気筒数：V型6気筒
- 排気量：1,600cc
- 最高回転数：15,000rpm（レギュレーションで規定）

### シャシー
- シャシー構造：カーボンファイバー/ハニカムコンポジット構造
- ボディーワーク：カーボンファイバー
- サスペンション（フロント&リア）：プッシュロッド式トーションスプリング
- ダンパー：ZFザックス
- ステアリング：フェラーリ
- トランスミッション：フェラーリ セミオートマチック・シーケンシャル電子制御（クイックシフト） 8速＋リバース1速
- クラッチ：APレーシング
- ブレーキ：ブレンボ カーボンファイバー製ディスクブレーキ、ブレーキパッド、6ピストンブレーキキャリパー
- コクピット計器：フェラーリ
- シートベルト：サベルト
- ステアリングホイール：フェラーリ
- ドライバーズシート：カーボンファイバー製
- ホイール：OZレーシング
- タイヤ：ピレリ
- 燃料タンク：ATL
- 燃料・潤滑油：シェル
- 全幅：1,800 mm
- 重量：702 kg（ドライバーを含む）

## 記録
| 年   | No. | ドライバー   | 1   | 2   | 3   | 4   | 5   | 6   | 7   | 8   | 9   | 10  | 11  | 12  | 13  | 14  | 15  | 16  | 17  | 18  | 19  | 20  | 21  | ポイント | ランキング |
| 年   | No. | ドライバー   | AUS | BHR | CHN | RUS | ESP | MON | CAN | EUR | AUT | GBR | HUN | GER | BEL | ITA | SIN | MAL | JPN | USA | MEX | BRA | ABU | ポイント | ランキング |
| ---- | --- | ------------ | --- | --- | --- | --- | --- | --- | --- | --- | --- | --- | --- | --- | --- | --- | --- | --- | --- | --- | --- | --- | --- | -------- | ---------- |
| 2016 | 8   | グロージャン | 6   | 5   | 19  | 8   | Ret | 13  | 14  | 13  | 7   | Ret | 14  | 13  | 13  | 11  | DNS | Ret | 11  | 10  | 20  | DNS | 11  | 29       | 8位        |
| 2016 | 21  | グティエレス | Ret | Ret | 14  | 17  | 11  | 11  | 13  | 16  | 11  | 16  | 13  | 11  | 12  | 13  | 11  | Ret | 20  | Ret | 19  | Ret | 12  | 29       | 8位        |

- 太字はポールポジション、斜字はファステストラップ（key）
- † 印はリタイアだが、90%以上の距離を走行したため規定により完走扱い。